# 尾張國內神名帳
《尾張國內神名帳》乃是日本平安時代末期完成的神名帳，全一卷。
內文由熱田神宮開始記錄，共收錄了日本全國32個主要大社，以及尾張國境內8郡共202座神階與神名，其中明神33所、天神164所、地神5所。熱田神宮神宮寺妙法院的住持在祭神儀式開始之前，都需要宣讀神名帳，所以才出現此書。

## 外部連結
- （日語）国内神名帳：尾張国内神名帳 （页面存档备份，存于）